# Drets humans a Angola
Angola ha estat durament criticada pel seu registre de drets humans. Un informe de 2012 del Departament d'Estat dels Estats Units va dir que "els tres abusos dels drets humans més importants [en 2012] eren la corrupció i la impunitat oficials,; els límits a les llibertats de reunió, associació, parla i premsa; i els càstigs cruels i excessius, incloses denúncies de casos de tortura i pallisses, així com assassinats il·legals per part de la policia i altre personal de seguretat. Altres abusos contra els drets humans van ser: condicions de presó dures i potencialment mortals; arrests i detencions arbitràries, prolongació de la detenció preventiva, impunitat pels abusos dels drets humans, falta de processos judicials i ineficàcia judicial, infraccions als drets de privacitat dels ciutadans i desnonaments forçosos sense compensació, restriccions a les organitzacions no governamentals ... discriminació i violència contra les dones, abús infantil, tràfic de persones, discriminació contra persones amb discapacitat, pobles indígenes i persones amb VIH/SIDA, límits en els drets dels treballadors i treballs forçats".:page 1

## Antecedents històrics
Després de ser una colònia portuguesa durant molt temps, Angola va lliurar una guerra d'independència que va durar de 1961 a 1975.
Angola va rebre la seva independència de Portugal el 1975, amb la qual cosa va entrar immediatament en una guerra civil brutal, sagnant i destructiva entre el Moviment Popular per a l'Alliberament d'Angola (MPLA), que va ser recolzat principalment per la Unió Soviètica i Cuba i la Unió Nacional per a la Independència Total d'Angola (UNITA), amb el suport dels Estats Units i Sud-àfrica. Els dos bàndols del conflicte, que es consideren una de les principals guerres col·laterals de la Guerra Freda, van utilitzar soldats infantils. La guerra, que va acabar el 2002 amb la victòria del MPLA, va provocar una crisi humanitària massiva. El 2003, el 80 per cent dels angolesos no tenia accés a l'atenció mèdica bàsica i el 60 per cent no tenia aigua. Segons Freedom House, la guerra civil angolesa "va llevar-se aproximadament un milió de vides, va desplaçar a més de quatre milions de persones i va forçar més de mig milió a fugir a països veïns. Moltes persones reassentades han quedat sense terra, recursos bàsics o fins i tot documents d'identificació. El procés de reassentament es va veure retardat per la presència d'unes 500.000 mines terrestres i una infraestructura arruïnada per la guerra. Les eleccions legislatives, retardades repetidament des de 1997, es van celebrar finalment al setembre de 2008."
Angola, que és tècnicament una república constitucional, ha estat dirigida pel Moviment Popular per a l'Alliberament d'Angola (MPLA) des de 1975, amb la presidència ostentada per José Eduardo dos Santos.:page 1 Un article d'octubre de 2010 a The Guardian suggeria que "petroli, diamants i mines terrestres són només tres pistes per entendre el país, a les quals es podria afegir la pobresa, la repressió i la poliomielitis ... Ara és un dels grans productors de petroli d'Àfrica, però segueix sent un dels països més pobres del món." Amb la caiguda de Gaddafi, Dos Santos es va convertir en el líder que porta més anys al poder a l'Àfrica i l'adopció el 2010 d'una nova constitució que va abolir les eleccions presidencials directes i va eliminar el càrrec de primer ministre va enfortir la seva posició ja extremadament ferma. Encara que la nova constitució conté un llenguatge punyent sobre la protecció de la llibertat d'expressió, associació i assemblea, Raul Danda del partit opositor UNITA la va denominar "un frau total" i va dir que els seus companys es vestien de negre "perquè és com anar al cementiri per enterrar la democràcia."
Des de 1975, Freedom House ha qualificat el país "No lliure" amb l'única excepció de 1991, quan va ser considerat "Parcialment lliure".

## Drets bàsics
Tot i que la constitució i la llei d'Angola prohibeixen la discriminació per motius de raça, gènere, religió, discapacitat, idioma o estatus social, el govern feia complir efectivament aquestes prohibicions en 2012.:page 29
"Encara que la constitució d'Angola de 2010 garanteix els drets a la llibertat d'expressió, assemblea pacífica i llibertat dels mitjans de comunicació", va informar Human Rights Watch a l'agost de 2012 "el govern ha limitat cada cop més l'exercici d'aquests drets". L'informe del Departament d'Estat dels Estats Units de 2011 va assenyalar que es creu que el govern d'Angola sotmet a vigilància il·legal a periodistes, opositors governamentals i altres, que els periodistes del país són arrestats, assetjats i acusats de difamació i que alguns periodistes han estat víctimes de tiroteig, apunyalament, vandalisme i robatori. La majoria exerceix autocensura. Sovint el govern pressiona les empreses perquè retirin la publicitat dels mitjans de comunicació que són crítics. Fora de Luanda hi ha pocs mitjans de comunicació independents. Es creu que els propietaris de la majoria dels diaris privats tenen vincles governamentals. Alguns mitjans de comunicació independents critiquen severament al govern sense ser castigats per això.
El govern, segons Human Rights Watch, "ha aprovat una legislació restrictiva, ha arrossegat als seus peus a l'hora de donar permís a les estacions de ràdio privades i comunitàries perquè operin a l'interior d'Angola, censura els mitjans de comunicació estatals, tractava de controlar els mitjans existents de propietat privada i processava i intimidava periodistes independents i activistes cívics."
El 2009, les forces angoleses "van matar arbitràriament 61 persones". L'ús de la força excessiva per part de la policia normalment provoca morts. En alguns casos només el 2011, segons Amnistia Internacional, "els agents de policia fora de servei van ser acusats de disparar i matar persones", i la majoria dels acusats "no s'havien presentat a la justícia al final de l'any." Human Rights Watch va assenyalar en 2012 que dos Santos d'havia "enfrontat una onada de crítica sense precedents" el 2011, amb creixents protestes antigovernamentals "[i]nspirades pels moviments prodemocràcia de la primavera àrab", a les quals les autoritats havien respost utilitzant "força excessiva" i "reduint la cobertura mediàtica de les manifestacions".
Human Rights Watch va informar al juliol de 2012 que el govern d'Angola "enfocava l'atenció als organitzadors de protestes per arrestar-los i detenir-los arbitràriament en resposta a manifestacions creixents que criticaven el govern o les seves polítiques". HRW va assenyalar que Angola havia estat l'escenari de "protestes públiques sense precedents des de 2011" per joves i veterans de guerra, els primers exigint "reformes socials i la dimissió del president José Eduardo dos Santos" i els darrers exigint "beneficis socials". Les autoritats havien respost a les protestes juvenils "amb repressions cada cop més violentes, malgrat la seva petita escala i han arrestat molts líders juvenils, periodistes i líders de l'oposició. "Una de les protestes dels veterans, que havia guanyat impuls des de juny, havia estat dispersada amb gasos lacrimògens i trets, i més de 50 veterans havien estat empresonats amb un líder de la comissió de queixes dels veterans". Al setembre de 2011, segons Amnistia Internacional, el govern provincial de Luanda "va emetre una ordenança que indicava les àrees que podrien ser utilitzades per a assemblees i manifestacions. Va excloure la Plaça de la Independència, on la majoria de les manifestacions contra el govern s'havien produït durant l'any."
En un informe d'agost de 2012 titulat "Eleccions Pròximes d'Angola: atacs als mitjans de comunicació, a l'expressió i a l'assemblea", Human Rights Watch va acusar al govern d'Angola de "nombrosos incidents de violència política, intimidació dels manifestants i repressions contra manifestacions pacífiques" en la campanya de les eleccions parlamentàries del 31 d'agost de 2012. L'informe va descriure una "repressió contra protestes pacífiques i mitjans de comunicació" i "incidents creixents de violència política i intimidació".
Els incidents de violència política contra "periodistes, activistes de la societat civil i altres que volen expressar les seves opinions o criticar al govern del president José Eduardo dos Santos" han estat en alça, policies i agents de seguretat de paisà han "dispersat fortament les protestes antigovernamentals, colpejant i detenint manifestants pacífics, organitzadors i polítics de l'oposició i obstruint i intimidant als periodistes", i els mitjans governamentals "han intentat obligar els activistes detinguts a fer comentaris incriminatoris sobre els partits de l'oposició".
El 2012, el govern no ha restringit l'accés a Internet, i no hi havia informes creïbles que el govern controlés sales de correu electrònic o de xats d'Internet sense supervisió judicial. Segons la Unió Internacional de Telecomunicacions, aproximadament el 15% dels habitants van utilitzar Internet el 2011.:page 16
El dret de reunió està tècnicament garantit, però la policia freqüenta les manifestacions pacífiques. Les autoritats han de ser informades amb antelació de les reunions públiques, però no cal el permís oficial, tot i que algunes trobades han estat prohibides pel govern. Les reunions dels crítics del règim són rutinàriament prohibides o controlades en gran manera per la policia, els parlants en aquests esdeveniments són sotmesos a càstigs per comentaris crítics a les autoritats. Segons Human Rights Watch, en els últims anys s'ha vist creixent "una força innecessària contra manifestants pacífics i organitzadors".
El 2012, el govern va permetre a les organitzacions no governamentals locals (ONG) participar en treballs relacionats amb els drets humans. Moltes ONG, però, es van veure obligades a limitar el seu treball perquè tenien problemes per registrar-se, van experimentar formes subtils d'intimidació i es van arriscar a formes d'assetjament i tancament més greus.:page 27
La constitució d'Angola defineix el país com a secular en què se separa l'església i l'estat i garanteix la llibertat de consciència i religió. Els grups religiosos han de sol·licitar llicències als ministeris de justícia i cultura; en virtut de la Llei de religió de 2004, aquests grups requereixen almenys 100.000 membres, i adherents reconeguts almenys a 12 de les 18 províncies d'Angola per ser reconeguts. L'islam no és reconegut, i el govern ha tancat mesquites, centres i escoles islàmiques. Un total de 83 grups són oficialment reconeguts, mentre que milers de grups operen il·legalment sense interferència estatal. Segons un informe del Departament d'Estat dels EUA del 2012 sobre llibertat religiosa, les agències governamentals angoleses i els grups de la societat civil han tingut un gran èxit en els seus esforços conjunts per superar activitats religioses natives, com ara sacrificis d'animals, xamanisme i exorcisme, que impliquen abandó i abús.
La constitució i el dret d'Angola permeten, tècnicament, la llibertat de circulació al país, la llibertat de viatjar a l'estranger i la llibertat de traslladar-se i repatriar-se. No obstant això, els viatges interns es compliquen amb els llocs de control on els viatgers estan subjectes a assetjament i extorsió per part de les autoritats, i els viatges internacionals es compliquen amb un "rígid sistema d'entrada i visats de sortida."
La corrupció és il·legal, però endèmica en el govern d'Angola i en els negocis, i poques vegades es persegueix. L'extorsió està molt estesa, així com el suborn dels funcionaris governamentals per part de les empreses. No hi ha eleccions locals. Les primeres eleccions de postguerra es van celebrar el 2008 i es van considerar justes, tot i que el control del govern sobre els mitjans li va donar un fort avantatge. El president i el seu Consell de Ministres tenen poders extensius, i el Consell, per compte de president, exerceix funcions executives i legislatives. Les lleis són generalment redactades pel president i el Consell i es van presentar a l'Assemblea Nacional elegida pel que és bàsicament un segell de cautxú. Al novembre de 2011, els membres de la UNITA, el partit de l'oposició, "van abandonar un debat parlamentari sobre el nou paquet legislatiu electoral per a les eleccions generals de 2012, "queixant-se que" contenia disposicions inconstitucionals."
L'any 2012, el Centre de Drets Humans de la Universitat de Pretòria va expressar la seva preocupació pels abusos contra els drets humans a Angola "particularment des que David Mendes va declarar que el seu partit polític (Partido Popular) es presentaria contra el partit del president en exercici, José Eduardo dos Santos, en les pròximes eleccions nacionals que se celebraran en algun moment del 2012. "El centre de Pretòria va assenyalar que des de la declaració de la candidatura de Mendes" havia estat rebent amenaces de mort i la seva propietat i la de l'organització de drets humans (Mãos Livres) i del Partit Popular havien estat vandalitzades per persones desconegudes. Les amenaces de mort s'han intensificat després que va presentar una denúncia davant la Procuradoria General contra el president en exercici, acusant-lo de malversació de fons públics."
A Angola, la propietat privada ha estat durant molt de temps una qüestió ambigua, i la constitució del 2010 va resoldre aquesta qüestió afirmant que totes les terres pertanyien a l'estat. Sovint, el govern fa ús dels seus drets de propietat de la terra per apoderar-se i destruir habitatges particulars, de vegades diversos milers alhora, sense compensar els propietaris de manera justa. En un d'aquests incidents el 2010 van morir set persones, inclòs un nen. Un informe d'Amnistia Internacional de 2012 va assenyalar que encara s'havien produït "desallotjaments forçats", "encara que a una escala menor que els anys anteriors, i milers de persones es trobaven en risc de ser expulsats de la força". Encara no s'han compensat milers de famílies desnonades pel govern. Un dels incidents de desallotjament del 2011 va implicar 40 famílies a Luanda, les terres van ser venudes pel govern a una empresa privada. Les cases i les possessions van ser destruïdes i un policia va matar a un resident quan va intentar aturar la destrucció.
Encara hi ha moltes mines terrestres de la guerra civil, que provocaren 12 morts el 2010, tot i que s'estan executant programes de desminatge. La tortura brutal i l'abús físic per part de les forces de seguretat, inclòs el maltractament per part de la policia d'individus que són interrogats o detinguts, són tècnicament il·legals i inconstitucionals però comuns. Els agents de policia i d'immigració a la frontera i als aeroports extorsionen diners dels viatgers. Els contractistes de seguretat privats que treballen per a firmes de diamants també cometen violència.
Mentre expulsen immigrants il·legals, la policia ha estat coneguda per cometre violacions i altres actes de violència. Després de visitar Angola el març de 2011, segons Amnistia Internacional, "el representant especial del secretari general de l'ONU per Violència Sexual en Conflicte va expressar la seva preocupació pels continus informes de violència sexual contra migrants congoleses per part de les forces armades angoleses durant les expulsions", tot i que el Ministeri d'Afers Exteriors d'Angola va denegar els càrrecs. "El novembre, el Representant Especial va demanar als governs d'Angola i Congo que investigués aquests informes i portessin els responsables a la justícia", va afegir Amnistia Internacional. "El desembre, el ministre d'Afers Exteriors va declarar que el govern es coordinaria amb l'ONU per expulsar els estrangers del país".
El maig de 2012, Human Rights Watch va publicar un informe titulat "Si torneu us matarem: Violència sexual i altres abusos contra els immigrants congolesos durant les expulsions d'Angola", en què va descriure "un patró alarmant de violacions de drets humans pels membres de les Forces Armades Angoleses contra els immigrants congolesos. Les dones i les nenes, sovint detingudes amb els seus fills, han estat víctimes d'abusos sexuals, incloses violacions en grup, explotació sexual i obligació de presenciar relacions sexuals d'altres dones i nenes. Pallisses, tracte degradant i inhumà, detencions arbitràries i denegació del degut procés han estat pràctiques habituals durant els robatori d'immigrants indocumentats i sota custòdia abans de la seva deportació." La salut a Angola està classificada entre els pitjors del món, i només una gran part de la població rep atenció mèdica fins i tot rudimentària.

## Drets de les dones
Segons la constitució i les lleis d'Angola, els sexes gaudeixen d'igualtat de drets, però la discriminació social està generalitzada, especialment fora de les ciutats, i un decret executiu prohibeix que les dones ocupin determinats llocs de treball.
La violació, inclosa la violació matrimonial, pot ser castigada fins a vuit anys de presó, però la majoria dels casos no són perseguits per recursos limitats. La violència domèstica ha estat descrita com "omnipresent, especialment a les zones urbanes"; no és fins a juny de 2011 que el parlament angolès aprovà una llei que la tipificava com a crim. La gran majoria de les dones estan sotmeses a algun tipus de violència abans dels 15 anys. L'assetjament sexual també està generalitzat i no és il·legal, però pot ser perseguit com a difamació o assalt.
Les dones, així com els ancians i els nens, de vegades són sotmesos a violència per persones que els acusen de bruixeria. Aquests episodis poden provocar la mort. La policia no s'involucra perquè temen que es produeixi un encanteri contra ells. Centenars també han estat assassinades en rituals religiosos violents.
Les dones poden obtenir anticoncepció i no estan subjectes a una planificació familiar o esterilització coercitives.

## Drets dels discapacitats
La discriminació contra persones discapacitades és il·legal, però aquesta prohibició no es fa efectiva. No hi ha cap llei que estableixi l'accés de les cadires de rodes als edificis o per altres proteccions o serveis per a persones amb discapacitat. Entre els discapacitats d'Angola hi ha desenes de milers de persones lesionades per mines terrestres.
Angola va ratificar el Conveni Internacional sobre la protecció de les persones amb discapacitat el desembre de 2012 i va crear una Comissió Interministerial per controlar la seva aplicació.

## Drets dels pobles indígenes
Els caçadors-recol·lectors tradicionals tenen poca connexió amb la societat angolesa o l'estat angolès, tot i que els governs provincials participen en els esforços per millorar els serveis i la comunicació.

## Drets LGBT
L'informe del 2012 sobre els drets humans del Departament d'Estat dels Estats Units considera,
| « | La llei penalitza l'activitat sexual entre persones del mateix sexe, encara que no es va informar de casos [en 2012] d'aplicació d'aquesta llei. Es va aprovar un projecte de codi penal per substituir el codi existent (que va ser aprovat en 1886 i, amb diverses esmenes, va ser vàlid al final de l'any). El projecte de codi, que és utilitzat de manera intermitent pel sistema de justícia, reconeix el dret a les relacions sexuals amb persones del mateix sexe. La constitució defineix el matrimoni com entre un home i una dona. [Organitzacions no governamentals] ... van informar a Luanda d'una petita comunitat subjacent de lesbianes, gais, bisexuals i transsexuals (LGBT). Hi va haver informes aïllats de parelles del mateix sexe que van ser assetjades per les seves comunitats. No hi havia ONGs que defensessin els drets de la comunitat LGBT.:pages 34–35 | » |

## Grups de drets humans
Diversos grups de drets humans operen a Angola, alguns d'ells experimenten interferències governamentals. El 2008, la UNHRO va tancar la seva oficina a Angola, ja que el govern, que havia promès treballar més estretament amb ella, esdevingué menys cooperatiu després de guanyar un termini al Consell de Drets Humans de l'ONU. l'agost de 2011 segons Amnistia Internacional, "les autoritats d'immigració de l'aeroport internacional de Luanda van negar l'entrada a Angola als delegats de diverses organitzacions de la societat civil que assistirien al Fòrum de la Societat de la Comunitat per al Desenvolupament de l'Àfrica Meridional (SADC), planificada al voltant de la Cimera dels Caps d'Estat de la SADC. Es van acordar que rebessin visats a l'arribada a l'aeroport. Dos periodistes de Moçambic que havien de cobrir la Cimera també van ser rebutjats d'entrada, tot i tenir visats vàlids."

## Drets HIV/SIDA
És il·legal discriminar contra persones amb VIH/SIDA, però la prohibició no s'aplica. D'acord amb una font, "les persones amb VIH/SIDA s'enfronten a l'estigma diàriament". La font cita un estudi de 2003 que diu que "[si] un comerciant local era conegut com a seropositiu, gairebé la meitat de tots els joves (i més de dos terços dels que no tenien educació) van dir que es negarien a comprar-li menjar. De la mateixa manera, més d'un terç (i gairebé dos terços dels que no tenen educació) es neguen a compartir menjar amb una persona amb SIDA."

## Drets dels treballadors
Els treballadors poden organitzar-se en sindicats. Tots els treballadors no governamentals poden fer vaga, tot i que hi ha normes estrictes per a les vagues. El partit governant està tradicionalment vinculat al treball, i alguns sindicats són governamentals. La negociació col·lectiva està tècnicament permesa però està subjecte en la pràctica a restriccions. El treball forçós és il·legal, però es produeix, amb molts homes i nois traficats a Angola per treball forçós en construcció i altres sectors. Els nens menors de 14 anys no estan autoritzats a treballar, però molts nens treballen en explotacions familiars, com a venedors ambulants i a les cases. Algunes nenes es veuen obligats a treballar com a prostitutes, en el transport o venda de drogues i com a missatgers internacionals. Hi ha molts nens del carrer que demanen, realitzen treballs com fer sabates i rentar els cabells, cometre petits delictes o treballar com a prostitutes.
Hi ha un salari mínim baix, amb la majoria de persones practicant el pluriempleu per guanyar-se la vida. La majoria dels treballadors estan ocupats en treballs agrícoles o en altres sectors en els quals hi ha pocs o cap control governamental de les condicions de treball. Hi ha lleis que regulen les condicions de treball, però no estan ben aplicades, fins i tot en el sector formal. Els drets dels treballadors es violen sistemàticament amb impunitat. Les normes de seguretat i higiene laboral no estan suficientment regulades, així com les resolucions sobre violacions laborals.

## Drets de refugiats i sol·licitants d'asil
La llei d'Angola permet concedir l'estatut d'asil i refugiat, i existeix un sistema per protegir els refugiats.

## Drets de les persones detingudes
Encara que la llei angolesa prohibeix la detenció arbitrària, es dona sovint. Calen garanties, però les detencions es fan sovint sense elles, i el 75 per cent de les cerques es realitzen sense cap ordre judicial. S'ha sabut que les autoritats han detingut familiars de presumptes criminals. La constitució exigeix que els sospitosos siguin portats ràpidament a la cort per determinar la legalitat de la seva detenció, però aquest requisit sovint és violat. Les autoritats generalment s'ajusten al requisit que els sospitosos siguin informats dels càrrecs dins dels cinc dies posteriors a la seva posada en custòdia. Hi ha un sistema de fiança ineficient per a infraccions menors, amb funcionaris de presons que exigeixen suborns per alliberar interns. El 2009 es van alliberar de forma il·legal més de 500 persones. A les zones mineres, les forces de seguretat detenen, violen i maltracten els immigrants il·legals i les seves famílies. Els opositors polítics del règim també són arrestats arbitràriament. Els acusats són tècnicament autoritzats a tenir advocats, i els acusats indigents tenen dret a la representació pagada pel govern, però aquest dret és sovint ignorat. Sovint, els sospitosos són sotmesos a períodes de detenció prèvia molt llargs. En comptes de ser jutjats, molts sospitosos són copejats i després alliberats. Altres són detinguts més enllà del límit de temps legal.

## Drets de les persones en judici
El poder judicial ha estat descrit com "insuficient, ineficient, corrupte i subjecte a influència executiva i política". Els jutges de la Cort Suprema són nomenats pel president i ocupen el càrrec de manera vitalícia. Molts conflictes locals a les províncies es resolen en tribunals informals que s'executen d'acord amb les regles tribals tradicionals sota les quals els participants tenen pocs drets. En algunes zones no hi ha fiscals o magistrats, de manera que la policia local compleix funcions múltiples, duu a terme investigacions, processa casos i actua com a jutge.
Encara que els acusats tenen dret legal a un procés imparcial, no sempre en reben un. No hi ha jurats. Els acusats no tenen dret a enfrontar-se als acusadors, però sota la llei tenen dret a preguntar als testimonis de l'acusació i presentar els seus propis testimonis, tot i que aquest dret no sempre es respecta. Tampoc hi ha dret d'apel·lació. El març de 2012, l'Institut de Drets Humans de l'Associació Internacional d'Advocats va celebrar dues sessions de formació de quatre dies de durada sobre legislació internacional de drets humans per a 70 membres del poder judicial d'Angola, fiscals i advocats, a l'Institut Nacional d'Estudis Judicials d'Angola a Luanda.

## Drets de presoners
Les condicions penitenciàries a Angola han estat descrites com "amenaces a la vida", amb guàrdies que sovint apallissen i torturen els reclusos. Entre els problemes es troben l'amuntegament, l'alimentació insuficient, l'aigua, l'atenció mèdica i el sanejament, que han donat lloc a morts. Almenys una presó manca d'electricitat. Els guàrdies roben habitualment als interns, demanen suborns per als passos de cap de setmana i lliurament d'aliments de les seves famílies, i les preses són violades. Una varietat de malalties greus, inclosa la malària, són freqüents i no es tracten. A les províncies, els menors culpables d'infraccions menors sovint són empresonats al costat d'adults i són maltractats pels seus companys de presó i guàrdies. Els presos tenen llibertat de culte i les autoritats i les organitzacions de drets humans controlen les condicions penitenciàries. Hi ha un defensor del poble que ocupa qüestions relatives als drets humans.